# Dirphya imitans
Dirphya imitans är en skalbaggsart som beskrevs av Stefan von Breuning 1956. Dirphya imitans ingår i släktet Dirphya och familjen långhorningar. Inga underarter finns listade i Catalogue of Life.